# كوشا
كوشا هي قرية لبنانية من قرى قضاء عكار في محافظة الشمال. تقع في تجمع للقرى يسمى نجد عكار.
تبعد كوش حوالي 118 كلم (73.3252 مي) عن بيروت عاصمة لبنان. ترتفع حوالي 150 م (492.15 قدم - 164.04 يارد) عن سطح البحر وتمتد على مساحة تُقدَّر بـ 484 هكتاراً (4.84 كلم²- 1.86824 مي²).
تقع على ضفاف نهر كوشا الاسطواني تمتد القرية إلى اعلى جبل قتة وتعد من أجمل القرى في عكار حتى ان بعضهم يستدل إلى القرى المجاورة من خلال تسميتها[بحاجة لمصدر]. يعود اسم كوشا إلى الحضارة الكوشية واسم ملكها كوش أحد الملوك البزنطية والذي لا تزال اثار حضارتهم مدفونة في ارجاء البلدة